# Новая Прилука (Винницкая область)
Но́вая Прилу́ка (укр. Нова Прилука) — село на Украине, находится в Винницком районе Винницкой области. До административно-территориальной реформы 2020 года относилось к Липовецкому району.
Код КОАТУУ — 0522284001. Население по переписи 2001 года составляет 1942 человека. Почтовый индекс — 22512. Телефонный код — 4358.
Занимает площадь 5,07 км².

## Адрес местного совета
22512, Винницкая область, Винницкий р-н, с. Новая Прилука, ул. Первомайская, 45

## Известные уроженцы
- Ваксман, Зельман (1888—1973) — микробиолог и биохимик, лауреат Нобелевской премии по физиологии или медицине (1952).
- Хаит, Валерий Исаакович (род. 1939) — писатель, поэт, сатирик, журналист, капитан одесской сборной КВН.
- Чижиков, Давид Михайлович (1895—1974) — металлург, специалист по теории и технологии получения цветных и редких металлов. Член-корреспондент АН СССР (1939), профессор (1934), дважды лауреат Сталинской премии (1942, 1951).

## Галерея

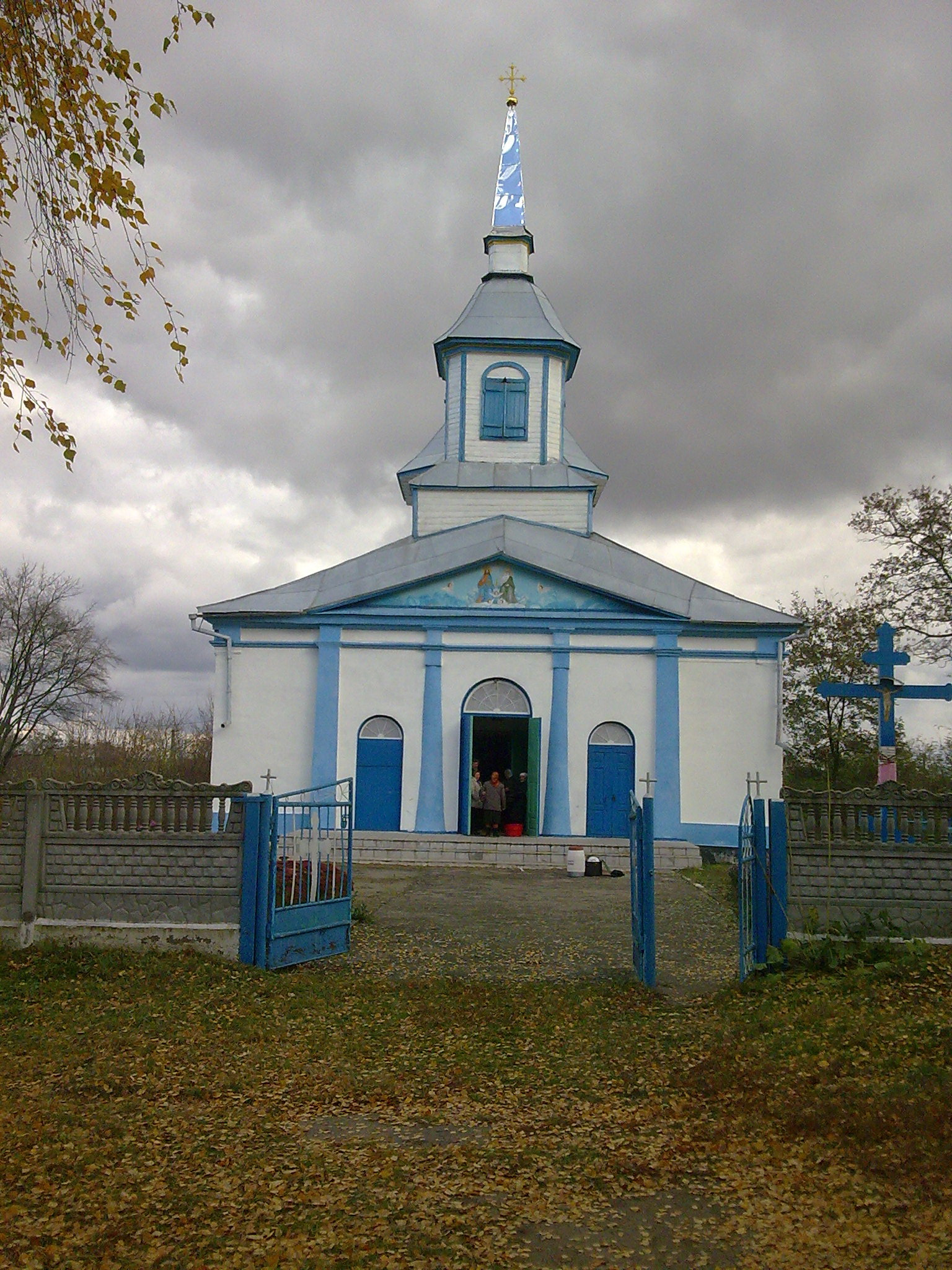
Церковь
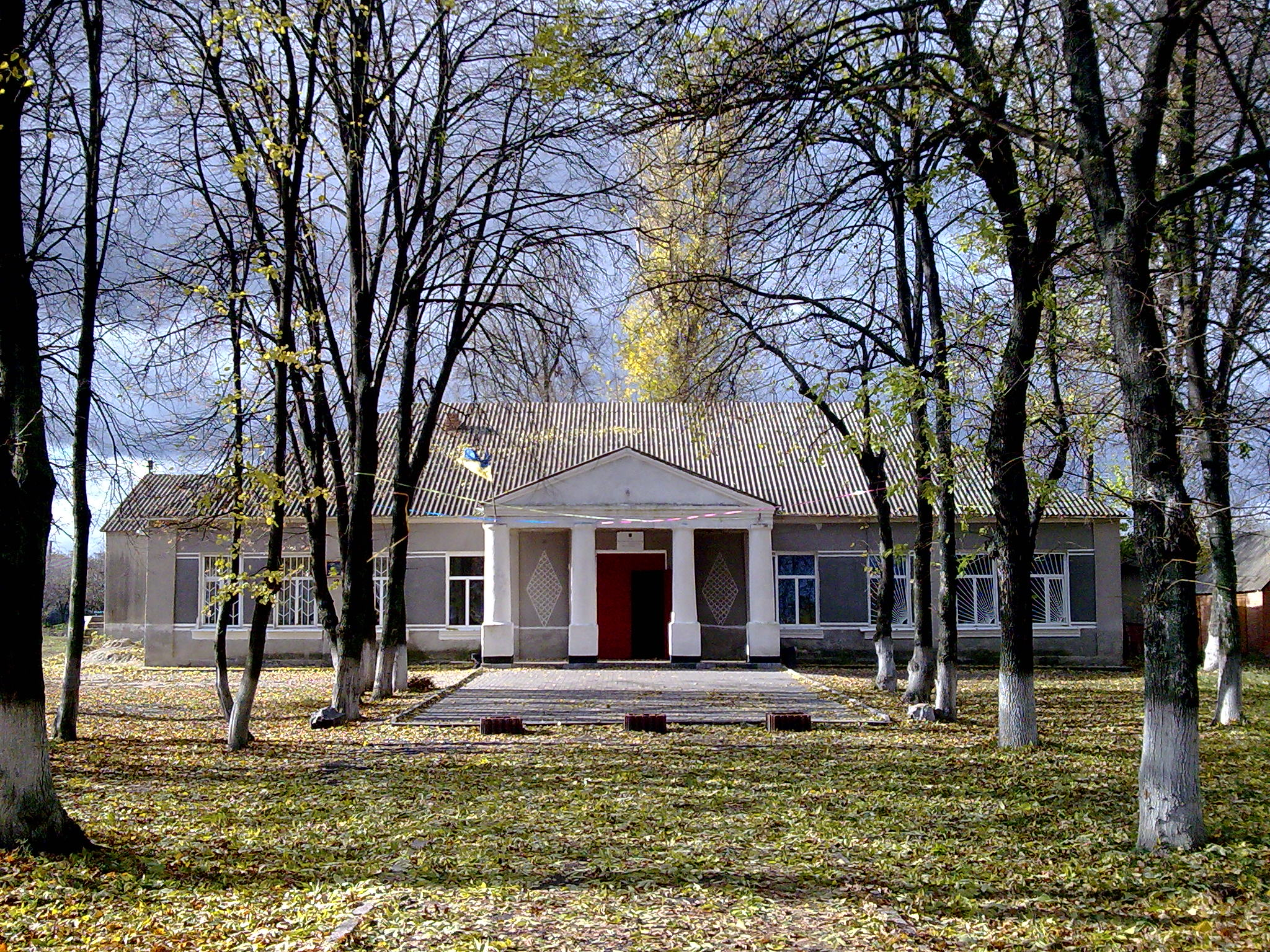
Дом культуры
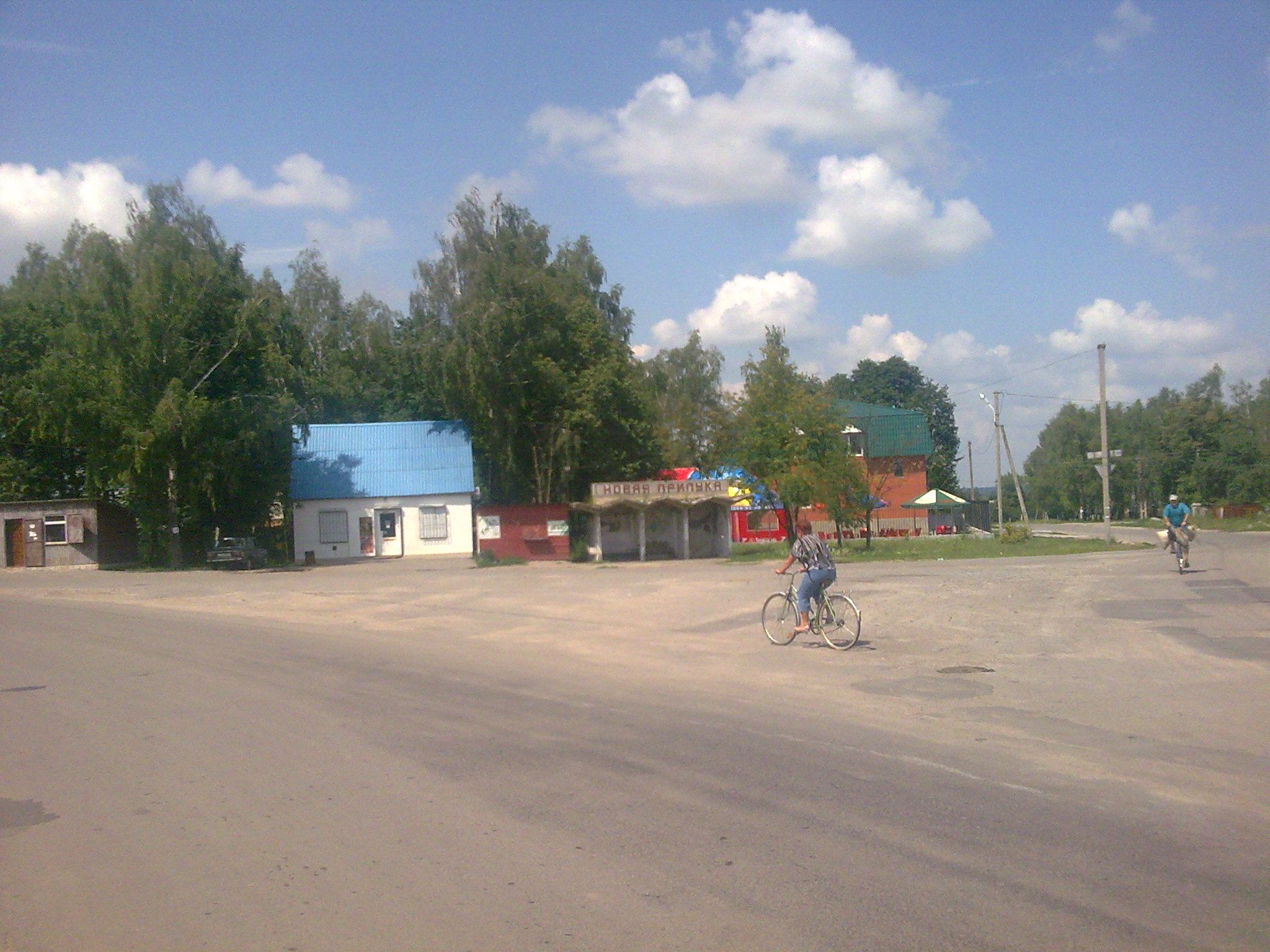
В центре села